# Servane Escoffier
Pour les articles homonymes, voir Escoffier.
Servane Escoffier est une navigatrice française née le 8 avril 1981 à Saint-Malo.

## Biographie
Issue d’une famille de navigateurs, elle obtient son diplôme à l'École supérieure de commerce de La Rochelle avant de débuter en régate.
En 2003, Servane et son père Bob Escoffier se classent 12e de la Transat Jacques-Vabre sur le monocoque de 60 pieds Addecco. 
Lors de l'édition 2005, elle prend la 3e place en compagnie de Lebas prennent le départ de la Transat AG2R sur Armor Lux - Salaün Holidays mais doivent abandonner sur casse d'étai.
Sur Vedettes de Bréhat - Cap Marine, engagé dans la catégorie monocoques 50 pieds Open, elle remporte avec Quentin Le Nabour la deuxième édition de la Semaine du Record SNSM, puis avec trois équipiers la 3e édition de la course en équipage Skippers d'Islande. Pour sa première participation elle se classe 2e de la Route du Rhum 2006 en monocoques de classe 2.
En 2007 Servane Escoffier participe à la première édition de la Barcelona World Race avec Albert Bargués sur le monocoque Educación sin Fronteras. Lors du Trophée BPE, qu'elle dispute sur le Bénéteau Figaro Brossard, elle doit abandonner à la suite d'une collision.
Le 31 octobre 2010, elle prend le départ de la Route du Rhum - La Banque Postale 2010 à la barre du catamaran Saint Malo 2015 dans la catégorie des Ultimes. Le 16 novembre, elle rallie Pointe-à-Pitre en 16 jours 6 heures 56 minutes et 13 secondes, soit 7 jours 3 heures 41 minutes et 26 secondes après le vainqueur Franck Cammas.

## Vie privée
Servane Escoffier est née dans une famille de navigateurs, son père est Robert Escoffier, plus connu dans le monde nautique sous le nom de Bob.
Servane Escoffier a pour compagnon Louis Burton, skipper de course au large également.